# Гибралтар на Европском првенству у атлетици у дворани 2015.
Гибралтар је учествовао на 33. Европском првенству у дворани 2015 одржаном у Прагу, Чешка, од 5. до 8. марта. Ово је шесто Европско првенство у дворани од 1986. године када је Гибралтар први пут учествовао.
Репрезентацију Гибралтара представљао је један спортиста (1 мушкарац) који се такмичио у 1 дисциплини.
Представник Гибралтара није освојио ниједну медаљу, нити је оборио неки рекорд.

## Учесници
| Бр. | Дисциплина | Мушкарци     | Жене | Укупно |
| --- | ---------- | ------------ | ---- | ------ |
| 1   | 60 м       | Шон Пеналвер |      | 1      |
|     | Укупно (1) | 1            | 0    | 1      |

## Резултати

### Мушкарци
| Атлетичар    | Дисциплина | Лични рекорд | Квалификације | Квалификације | Полуфинале           | Полуфинале           | Финале               | Финале       | Детаљи |
| Атлетичар    | Дисциплина | Лични рекорд | Резултат      | Место         | Резултат             | Место                | Резултат             | Место        | Детаљи |
| ------------ | ---------- | ------------ | ------------- | ------------- | -------------------- | -------------------- | -------------------- | ------------ | ------ |
| Шон Пеналвер | 60 м       | 6,49         | 7,75          | 8. у гр. 5    | Није се квалификовао | Није се квалификовао | Није се квалификовао | 36 / 36 (37) |        |